# Polysyndaktylie

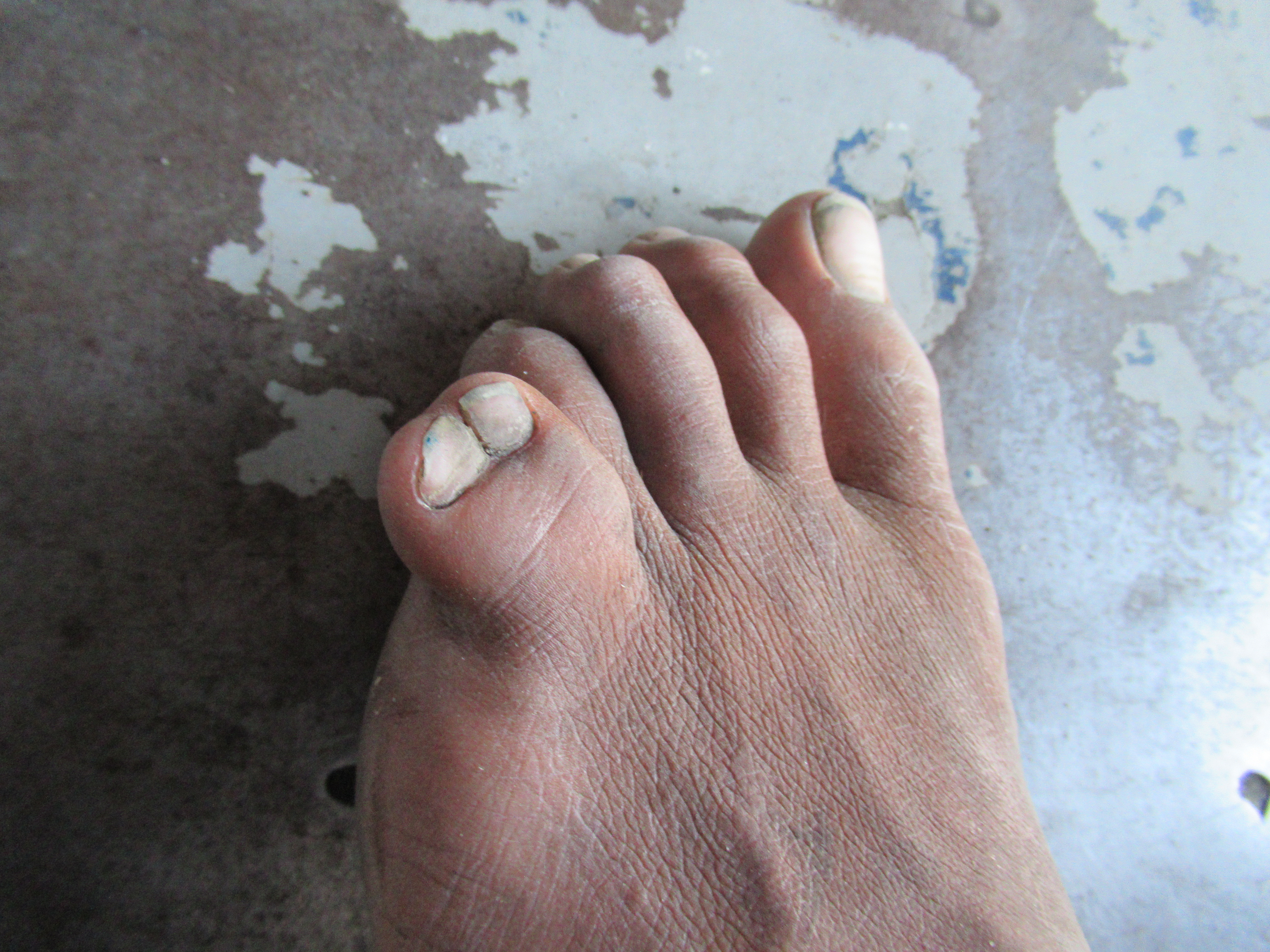
Polysyndaktylie am Fuß

Als Polysyndaktylie (von altgriechisch πολύς polýs ‚viel‘, σύν syn ‚zusammen‘ und δάκτυλος dáktylos ‚Finger‘, häufiger auch Synpolydaktylie genannt) wird eine angeborene körperliche Fehlbildung an Gliedmaßen (Dysmelie) von Fuß oder Hand bezeichnet, die durch das gleichzeitige Auftreten von Polydaktylie (Vorhandensein einer unüblich großen Anzahl von Fingern oder Zehen) und Syndaktylie (Zusammenwuchs von Fingern oder Zehen) charakterisiert ist.
Die Synpolydaktylie ist eine seltene erbliche Fehlbildung, die vorwiegend die dritte und vierte Zehe und den fünften Finger betrifft. Dabei kommt es zur vollständigen oder partiellen Duplikatur der betroffenen Finger und Zehen, aber nicht immer zu einer vollständigen Polydaktylie. Es sind keine Fehlbildungen außerhalb der Extremitäten assoziiert, es gibt keine geschlechtsspezifischen Unterschiede.
Weitere Synonyme sind: Polydaktylie, präaxiale, Typ 4; PPD4

## Genetik
Ursache ist eine autosomal-dominante Genmutation im Transkriptionsfaktor HOX-D13-Gen, der im Rahmen der Extremitätenentwicklung eine entscheidende Bedeutung für die Formierung postaxialer Zehen und Finger hat. In der homozygoten (hypoplastischen) Form finden sich schwere und komplexe Fehlbildungen, oft mit ûbergroßer und prominenter Großzehe mit Fehlstellung im Sinne eines Hallux valgus oder Hallux varus und einer Supinationsfehlstellung, dazu eine hypoplastische Synpolydaktylie der kleineren Zehen. Hingegen zeigt sich bei der heterozygoten Form keine Hypoplasie der Zehen, auch keine fusionierten (synostotischen) Zehen, sondern meist eine reine Syndaktylie oder Synpolydaktylie. Die klassische Form ist die der Duplikatur des vierten Mittelfußknochens mit Polydaktylie oder Synpolydaktylie der vierten Zehe. Ebenso können Syndaktylien ohne Polydaktylie oder Duplikatur der Mittelfußknochen vorliegen.
Die Veränderung im HOX-D13-Gen ist eine Verlängerung einer Poly-Alanin-Kette, die normalerweise fünfzehn Wiederholunge aufweist. Je mehr Wiederholungen durch Mutationen hinzu kommen, desto komplexer ist die Fehlbildung. Das HOX-D13-Protein aktiviert die Expression des Enzyms Radhl2, welches für die Synthese von Retinsäure aus Vitamin A zuständig ist. Retinsäure ist von großer Bedeutung für die Bildung der Fingerzwischenräume und wird umso weniger exprimiert, je länger die Poly-Alanin-Kette im HOX-13D ist, was zu Poly- und Syndaktylien führt. Zum anderen hemmt HOX-13D die Knorpelbildung, was für die Hypoplasie verantwortlich ist. Fehlt hingegen das HOX-13D-Gen im Mausmodell (spdh-Maus), bildet sich keine Synpolydaktylie, da andere Hox-Gene die Funktion von HOX-D13 übernehmen können.

## Behandlung
Zur Behandlung erfolgt meist eine Amputation der überzähligen Zehe bzw. Finger aus ästhetischen Gründen und zur Verschmälerung eines überbreiten Vorfußes. Bei einer Duplikatur der vierten Zehe mitsamt dem vierten Mittelfußknochen (metatarsale heterozygote Form) wird in der Technik nach Sahin meist die Basis des duplizierten vierten Mittelfußknochen reseziert, da sie meist dysplastisch ist, und die Basis des fünften Mittelfußknochens erhalten, die auch Ansatz einer wichtigen pronierenden Sehne, des Musculus peronaeus brevis, ist. Im Weiteren wird die distale Hälfte des fünften Mittelfußknochens mitsamt der fünften Zehe entfernt und die Basis des fünften Mittelfußknochens mit der distalen Hälfte des vierten duplizierten Mittelfußknochens samt duplizierter vierter Zehe verbunden, mittels Osteosynthese durch K-Draht oder durch intramedulläre Positionierung des dysplastischen und dünneren distalen Anteils des vierten Mittelfußknochens.

## Syndrome
Die Polysyndaktylie tritt auch im Rahmen von Syndromen auf wie:
- Dreigliedriger Daumen-Polysyndaktylie-Syndrom
- Oro-fazio-digitales Syndrom Typ 4
- Laurin-Sandrow-Syndrom